# Koszmosz–1402
A Kozmosz–1402 (cirill betűkkel: Космос–1402) a szovjet Legenda globális tengeri felderítő és célmegjelölő rendszer 1967–1988 között indított USZ–A típusú aktív radarfelderítő műholdjainak egyike volt.

## Küldetés
A szovjet Legenda (oroszul: Легенда) tengeri felderítő rendszerhez készült USZ–A típusú, aktív radarberendezéssel felszerelt felderítő műhold. A műholdba a BESZ–5 Buk nukleáris termoelektromos generátort építették. Célja hadihajók (polgári hajók) mozgásának figyelemmel kísérése. A Koszmosz–1372 programját folytatta.

## Jellemzői
1982. augusztus 30-án a bajkonuri űrrepülőtér indítóállomásról egy Ciklon-2A hordozórakétával juttatták Föld körüli, közeli körpályára. Az orbitális egység alappályája 89,6 perces, 65 fokos hajlásszögű, elliptikus pálya perigeuma 251 kilométer, apogeuma 263 kilométer volt. Hasznos tömege 3800 kilogramm. 1982-ben az űregység orbitális pályáját 22 alkalommal korrigálták, biztosítva a közel körpályás haladási magasságot. Felépítése hengeres, átmérője 1.3 méter, magassága 10 méter.
Szolgálatát befejezve a reaktormagot nem sikerült leválasztani a műholdról, így az a műholddal együtt a Föld légkörébe zuhant. A szerkezet utolsó darabjai 1983. január 23-án a Diego Garcia-szigettől több száz kilométerre délre az Indiai-óceánba csapódtak.